# Демидович Олег
Олег Демидович (біл. Алег «Алезіс» Дземідовіч) — білоруський рок-музикант.
у 1984 році закінчив Мінське мистецьке училище.
Є барабанником гуртів Мроя і N.R.M. від часу їх створення у 1980 і 1994 році відповідно. Брав участь у складі гурту Новае неба, спільних музичних проектах «Народны Альбом», «Я нарадзіўся тут», також грав у гуртах ULIS, Garadzkija, Pete-Paff.